# Trio pour piano et cordes no 1 de Schumann
Pour les articles homonymes, voir Trio pour piano et cordes.
 (mars 2010).
Si vous disposez d'ouvrages ou d'articles de référence ou si vous connaissez des sites web de qualité traitant du thème abordé ici, merci de compléter l'article en donnant les références utiles à sa vérifiabilité et en les liant à la section « Notes et références ».

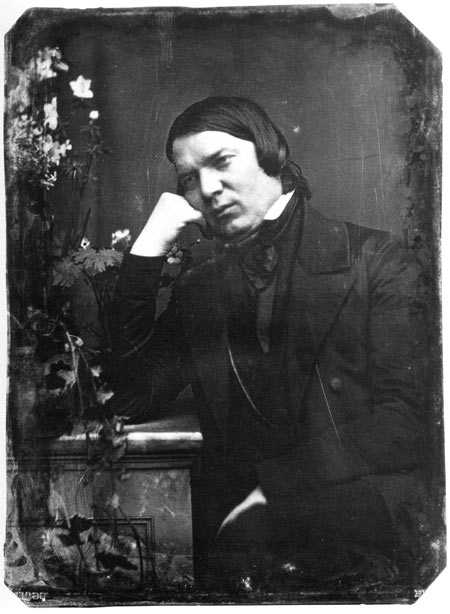
Robert Schumann en 1850

Le Trio pour piano et cordes no 1 en ré mineur opus 63 est un trio pour piano, violon et violoncelle de Robert Schumann. Composé en 1847, il est créé le 13 novembre 1848 à Leipzig. Sa durée d'exécution est d'environ 30 minutes.

## Contexte
Pour Schumann, l'année 1847 a été relativement pauvre  en inspiration. En avril, il a esquissé l'ouverture de son opéra, Genoveva, qu'il a mis de côté jusqu'à l'année suivante. Le reste de l’année 1847, il a composé quelques lieder, des chants pour chœurs et deux trios à clavier : le no 1 en ré mineur, op. 63, et le no 2 in Fa majeur op.80.
Schumann a composé en tout trois trios pour violon, violoncelle et piano : celui en ré mineur, op. 63 ; en fa majeur, op. 80 (tous deux de 1847); et en sol mineur, op. 110 (1851). Le premier de ceux-ci, en ré mineur, est généralement considéré comme le meilleur des trois. La qualité de composition du Trio en fa majeur est bien souvent considérée comme inférieure à celles de ses autres œuvres, tandis que le Trio en sol mineur montre certains signes de la décadence créative qui a accompagné le compositeur dans sa maladie mentale. Schumann, malgré l’intimisme de sa musique de chambre, privilégie une harmonie compliquée et des traits virtuoses comme dans sa musique pour piano solo. Dans ses trios à clavier, c’est souvent le piano qui a le rôle principal. 

## Structure
- Le premier mouvement du Trio pour piano n°1 op. 63 en ré majeur est une  « forme sonate » en  4/4 dont le mouvement est indiqué comme suit : « Mit Energie und Leidenschaft » ("avec énergie et passion", c'est la première œuvre dans laquelle Schumann entreprend d'indiquer les mouvements en allemand). Durant le premier thème, le pianiste joue des arpèges rapides donnant l'harmonie. Pendant le  deuxième thème, la mélodie du piano s’accompagne des cordes, la fin de cette section consiste en un retour au premier thème  sur  fa majeur avec un rythme plus lent. Ce premier thème se retrouvera  aussi dans le développement, une section assez étonnante en Fa Majeur où le piano joue una corda et les cordes sul ponticello, ce qui donne à la musique une sonorité inhabituelle, qui n'a pas été pour peu de chose dans la popularité de la pièce.
- Le deuxième mouvement est beaucoup plus mouvementé, « Lebhaft, doch nicht zu rasch » (vivant, mais pas trop rapide) il se compose d’un Scherzo et d’un trio en fa majeur. Le piano soutient une carrure en  ¾, tandis que les cordes jouent un rythme pointé. Cette mélodie réapparaît dans le trio, plus lente et détendue.
- Portant la mention « Langsam, mit Inniger Empfindungen » (lentement, avec recueillement), le troisième mouvement est une structure ternaire (ABA). Commençant sur do majeur au piano la mélodie module au bout de huit mesures. Ensuite, une nouvelle section commence en fa majeur, et le piano devient clairement inférieur  au violon et violoncelle, jouant des accords en ternaire. Dans le retour de la section A, la tonalité module en la majeure. Le mouvement se termine par une pédale de la, dominante de ré majeur, qui est la tonalité finale.
- Le final, portant la mention « Mit Feuer » (avec feu), s'enchaîne sans transition au mouvement lent.

## Discographie sélective
- Trio avec piano nº 1 de Schumann et œuvres diverses, avec Alfred Cortot, Pablo Casals, Jacques Thibaud, EMI
- Intégrale de la musique de chambre de Robert SCHUMANN, avec Jean HUBEAU, Jean MOUILLERE, Frédéric LODEON, Gérard CAUSSE et le quatuor Via Nova (Erato, 1980)

## Source
- François-René Tranchefort, Guide de la musique de chambre, éd.Fayard 1989 p.831